# Pierrette Micheloud
Pierrette Micheloud (* 6. Dezember 1915 in Vex, Kanton Wallis; † 14. November 2007 in Cully) war eine Schweizer Schriftstellerin und Malerin.

## Leben
Pierrette Micheloud widmete sich ab 1950 hauptsächlich der Lyrik. 1952 liess sie sich in Paris nieder. Sie publizierte auch in Tageszeitungen, namentlich für La Liberté und Gazette de Lausanne. Von 1960 bis 1964 schrieb sie Literaturkritiken für das Magazin Les Nouvelles littéraires. In den 1970er Jahren war sie Chefredaktorin der Pariser Zeitschrift La voix des poètes. Gegen Ende ihres Lebens veröffentlichte sie zwei autobiografische Erzählungen.
Nach ihrem Tod wurde eine Stiftung gegründet, die ihr Werk verwaltet und einen jährlichen Literaturpreis, den Prix de poésie Pierrette-Micheloud, stiftet. Ihr Nachlass befindet sich in der Mediathek Wallis in Sitten.

## Auszeichnungen
- 1965: Einzelwerkpreis der Schweizerischen Schillerstiftung für Valais de cœur
- 1975: Prix Archon-Despérouses für Tout un jour, toute une nuit
- 1980: Einzelwerkpreis der Schweizerischen Schillerstiftung für Douce-amer
- 1984: Prix Guillaume Apollinaire für Les mots, la pierre

## Werke
- Saisons, 1945
- Pluies d’ombres et de soleil, 1947
- Sortilèges, 1949
- Le feu des ombres, 1950
- Simouns, 1952
- Points suspendus, 1953
- Ce double visage, 1959
- Passionnément, 1960
- L’Enfance de Salmacis, Paris 1964 (Leonor Fini gewidmet)
- Valais de cœur, Neuchâtel 1964
- Tant qu’ira le vent, Paris 1966
- Tout un jour, toute une nuit, Neuchâtel 1974
- Douce-amère, Neuchâtel 1979
- Les mots, la pierre, Neuchâtel 1983
- Entre ta mort et la vie, Genève 1984
- Elle, vêtue de rien, Paris 1985
- La Cerisaie, Sauveterre-du-Gard 1990
- En amont de l’oubli, Paris 1993
- L’Ombre ardente, Sierre 1995
- Pas plus que la neige, Neuilly-le-Bisson 1998
- Poésie 1945–1993, Lausanne 1999
- Seize fleurs sauvages à dire leur âme, Saint-Maurice 2001
- Regard sur… le Rhône, Ayer 2002
  - Blick auf… die Rhone, Ayer 2002, ISBN 2-940327-03-3
- Du Fuseau fileur de lin, Sierre 2004
- Choix de poèmes (1952–2004), hrsg. von Jean-Pierre Vallotton, Lausanne 2011
- Nostalgie de l’innocence, Vevey 2016
- Comme l’eau et le feu. Lettres à ma mère 1970–1983, Vevey 2020